# Auxilio Brasil
Pour les articles homonymes, voir Brasil.
Auxílio Brasil (en français : Aide Brésil) est un programme social brésilien destiné à lutter contre la pauvreté. Mis en place le 30 décembre 2021 sous la présidence de Jair Bolsonaro, il remplace momentanément la Bolsa Família, jusqu'à ce qu'elle soit réinstaurée en 2023.